# Detrekőcsütörtök
Detrekőcsütörtök (szlovákul Plavecký  Štvrtok, németül Blasenstein-Zankendorf) község  Szlovákiában, a Pozsonyi kerületben, a Malackai járásban.

## Fekvése
Malackától 8 km-re délre fekszik.

## Története
1206-ban Cheturtuchyel néven említik először. 1231-ben II. András oklevelében szerepel, melyben megerősíti Malacka város jogait a detrekőcsütörtöki uradalomra. A magyar királyok a középkorban határőröket telepítettek erre a vidékre, mely a közeli Detrekő várához tartozott. A 16. századig a falu története kevéssé ismert. A 15. században a Stiborok beckói váruradalmának része volt. 1553-ban Csetertek néven említik Serédy Gáspár birtokaként. 1647-ben a Somodi és Vízkeleti családoké.
Vályi András szerint "Detrekő Csötörtök. Tót falu Posony Vármegyében, földes Ura Gróf Pálfy Uraság, lakosai katolikusok, fekszik Stomfától más fél mértföldnyire, a’ hegyen túl való járásban. Határja közép termékenységű, vagyonnyaik jók, második Osztálybéli."
Fényes Elek szerint "Detrekő-Csötörtök, (Zankendorf, Sztvertek), Pozson m. tót falu, Stomfa és Malaczka közt, a holicsi országút mellett. Lakja 1313 kath., 15 zsidó. Kath. paroch. templom; urasági majorság; juhtenyésztés; szép erdő; hat vizimalom; téglavető; homokos határ. F. u. gr. Pálffy család."
A trianoni békeszerződésig Pozsony vármegye Malackai járásához tartozott.

## Népessége
| Év:            | 1994. | 2004.    | 2014.   | 2024.    |
| -------------- | ----- | -------- | ------- | -------- |
| Emberek száma: | 1945  | 2296     | 2353    | 2609     |
| Eltérés:       |       | +18,04 % | +2,48 % | +10,87 % |

| Év:            | 2023. | 2024.   |
| -------------- | ----- | ------- |
| Emberek száma: | 2619  | 2609    |
| Eltérés:       |       | -0,38 % |

1910-ben 1202, túlnyomórészt szlovák lakosa volt.
2011-ben 2316 lakosából 2245 fő szlovák.

## Nevezetességei
- Római katolikus temploma a 14. század első felében épült. A 17. és 19. században átépítették.
- A Szent Rozália kápolna a 18. században épült.